# 楊英格
楊英格（David Yang；1993年7月30日—）從小在蘇格蘭長大,是一名英國華裔超級模特兒 
、音樂家、創作型歌手、演員和時尚編輯，
2015年畢業於倫敦大學國王學院（King's College London）法文文學和電影評論專業。
在法國當老師期間於巴黎街頭被模特兒公司發掘，從此踏入時尚界，成為 H&M 、NIKE等品牌專屬模特。拍攝過Balenciaga巴黎世家、Valentino 華倫天奴 、PRADA 等品牌時尚大片，
也參與眾多時尚品牌時裝周走秀 。
2018年登上紐約時代廣場的H&M廣告牌受到注目。後來回到中國，並居住在上海。
2020年4月參加中國騰訊選秀綜藝 《明日之子SUPER BAND》又稱《明日之子4- 樂團季》,
正式以創作歌手身份出現在螢幕前,同年8月因身體因素退出節目比賽。

## 早期生活
出生在英國，從小在蘇格蘭長大。他從小玩在一起的朋友有華人，也有英國人，他喜歡和不同的人交流，這是他打開自己迎接世界的方式。每逢中國的年節，他會教英國朋友包餃子、聊中國的傳統習俗。2015年夏天，畢業於倫敦大學國王學院（King's College London）法文文學和電影評論專業，畢業後他選擇去法國當老師。

## 模特生涯
2015年進入時尚界作為英國亞洲面孔模特展開職涯。2016年成為 華倫天奴（Valentino）的首位中國男性面孔模特。
2018年為H&M拍攝並刊登於紐約時代廣場，模特工作活躍於歐美及中國，同時也為中國發行的中英雙語獨立時裝雜誌《elsewhere 另類空間》擔任編輯。

## 演藝生涯
除了模特以外，人們也以其他的方式認識到了楊英格，從王家衛監制、夏永康執導的短片《懸空一刻的思念》，到《明日之子》，許多人都紛紛稱其為「寶藏男孩」  。2020年4月在中國騰訊綜藝《明日之子SUPER BAND》以一首歡快的《打錯了》初登上舞台   ；第一次公演與李睿洋組成樂隊合作表演改編歌曲《夏夜晚風》憑聲音呈現畫面感，帶來一幅“藝術家的繪畫作品” 。第二次公演組成《太空餐廳》樂團，與團員李睿洋、泰樂，表演改編歌曲《陰天》，《明日之子SUPER BAND》第四季第五期發布了首次排名。在2020明日高校同學會暨中期結業典禮上，太空餐廳樂團主唱楊英格因身體原因提前離校,太空餐廳樂團因此退出接下來的比賽。2020年10月，受邀為中國阿瑪尼Armani彩妝製作「威尼斯城市氛圍系列」微電影，同時擔任導演、編劇、配樂、演員角色。

## 外部連結
- models : https://models.com/models/david-yang （页面存档备份，存于）

- Uno models ：https://www.unomodels.com/en/ （页面存档备份，存于）

- 微博 :https://weibo.com/u/5622310210 （页面存档备份，存于）

- Instagram :https://www.instagram.com/d.avidyang/